# Enzo Zotti
Enzo Zotti (Trebaseleghe, 13 juli 1933) was hoogleraar heelkunde aan de universiteit van Padua en senator van de republiek Italië. 

## Levensloop
Aan de universiteit van Padua behaalde hij het diploma van medicus (1958), waarna hij zich specialiseerde in de heelkunde en vervolgens een leerstoel heelkunde bekleedde.
Zotti was politiek actief in de Democrazia Cristiana; zo was hij christendemocratisch senator in Rome in de jaren 1992-1994. Zotti zetelde in de Permanente commissie hygiëne en volksgezondheid. Na zijn senaatsjaren en zijn emeritaat (2003) behaalde hij nog in Padua de diploma’s politieke wetenschappen (2007) en geschiedenis (2019).